# Морска градина (Бургас)
Вижте пояснителната страница за други значения на морска градина.
Морската градина (остаряло Приморска градска градина) е парк в българския черноморски град Бургас. Площта на парка е 600 дка., а дължината му е 5 км., като той е озеленен с декоративни дървета и храсти. Сред тях са разположени скулптури и бюстове на известни писатели, актьори и личности създадени главно по време на Летните пленери по скулптура в Бургас. Сред тях се откроява създадена от Петко Задгорски скулптура на Александър Пушкин. В Морската градина се намират и някои от забележителностите на Бургас и паметници на културата като Пантеона на загиналите във войните, Морското казино и Летния театър.

## Местоположение
Морската градина е разположена в централната част на града. Тя граничи на изток с Черно море и с бургаския плаж, а на север – с парк „Езерото“ и Южно Атанасовско езеро. На запад булевардите „Димитър Димов“, „Демокрация“ и „24-ти пехотен Черноморски полк“ я отделят от централната градска част. На юг Морската градина граничи с Бургаското пристанище. В непосредствена близост до Морската градина се намира жилищният комплекс Лазур.

## История
Първите дървета в района на днешната морска градина са посадени от войниците на казармата на 24-ти пехотен Черноморски полк (създаден през 1889 година).
Морската градина е създадена с първия план за развитие на Бургас през 1891 година.
През 1910 година архитекта Георги Духтев (* 7 август 1885; † 9 ноември 1955) е назначен като управител на Морската градина при бургаската община и слага началото на изграждането на Приморския парк. Младият градинар, който след Бургас, ще бъде управител на Борисовата градина в София, превръща голото ветровито пространство между града и морето в един от най-красивите паркове в България. Благодарение на страстта му към екзотичните растения и до днес в градината има стотици видове растения, от всички континенти, а старата част на Морската градина, или една четвърт от нея, е обявена за паметник на парковото изкуство.
През 1936 година се открива първият бургаският мост, а две години по-късно през 1938 година Морското казино, построено от архитекта Димитър Фингов, син на Георги Фингов на мястото на някогашен морски бюфет, като на събитието е присъствал целия български държавен елит.
През 1975 година се изгражда нов мост със стоманено-бетонна конструкция.
Първото международно изложение Флора в Морската градина се открива през 1981 година, като ежегодното изложение включва многообразие от различни видове цветя и цветни аранжировки, саксийни култури, декоративни растения и посадъчен материал на производители от различни държави. В миналото е имало Градски цветарник, остъклен като оранжерия с екзотични тропични растения.
През март 2010 година, българското правителството прехвърли собствеността историческо ядро на Морската градина в Бургас с площ 8.5 хектара безвъзмездно на община Бургас.

## Забележителности
Паметника на моряка
Паметника на моряка се намира в непосредствена близост до Морското казино. Паметникът представлява моряшки възел, а стълбището, което води от него до Мостика, е оформено като котва. Проектът е на скулптора Михаил Николов и на архитект Йордан Иванов. Той е открит в края на юни 2007 година.
- Летен театър (Бургас)
- Лятна сцена „Охлюва“
- Пантеонът
- Морското казино, построено през 1938 година по проект на Димитър Фингов
- Бургаският мост
- къщата на създателя на парка Георги Духтев
- изложение за цветя „Флора – Бургас“
- Алея на възрожденците
- Алея и паметник А.С.Пушкин

Фестивали
- Фестивалът на пясъчните фигури се провежда годишно в северната част на морската градина, в района зад Конната база.
- Международен фолклорен фестивал
- Спирит ъф Бургас, бивш годишен музикален фестивал, провеждащ се в южната част на морската градина до 2015 г. (вкл.).
- Бургас и морето (фестивал)
- BlueZZ fest, годишен музикален фестивал

## Галерия
- Морската градина
- Бюст-паметника на Левски отрупан с венци и цветя
- Паметник на Петя Дубарова
- Бюст-паметник на Тодор Александров
- Бюст-паметник на Георги Кондолов
- Бюст-паметник на Сава Катрафилов
- Мемориал в памет на Георги Духтев
- Паметникът на Пушкин
- Паметна плоча на Адам Мицкевич
- Пантеонът в морската градина
- Морското казино в Бургас е „Сграда на годината“ през 2011
- Летния театър
- Плажът на Бургас под морската градина
- Морската градина през нощта, гледана от Моста
- Лятна сцена „Охлюва“
- Бургаския мост
- Поглед от високо към Морската градина, плажната ивица и Бургаския мост, вляво е петзвездния хотел „Приморец“
- Зеленината на Морската градина
- Градинка на главната алея